# Rue de Saint-Cloud (Ville-d'Avray)
Pour l’article homonyme, voir Rue de Saint-Cloud.
La rue de Saint-Cloud est une voie de circulation de Ville-d'Avray, dans les Hauts-de-Seine. Elle suit le tracé de l'ancienne route nationale 185, aujourd'hui route départementale 985.

## Situation et accès

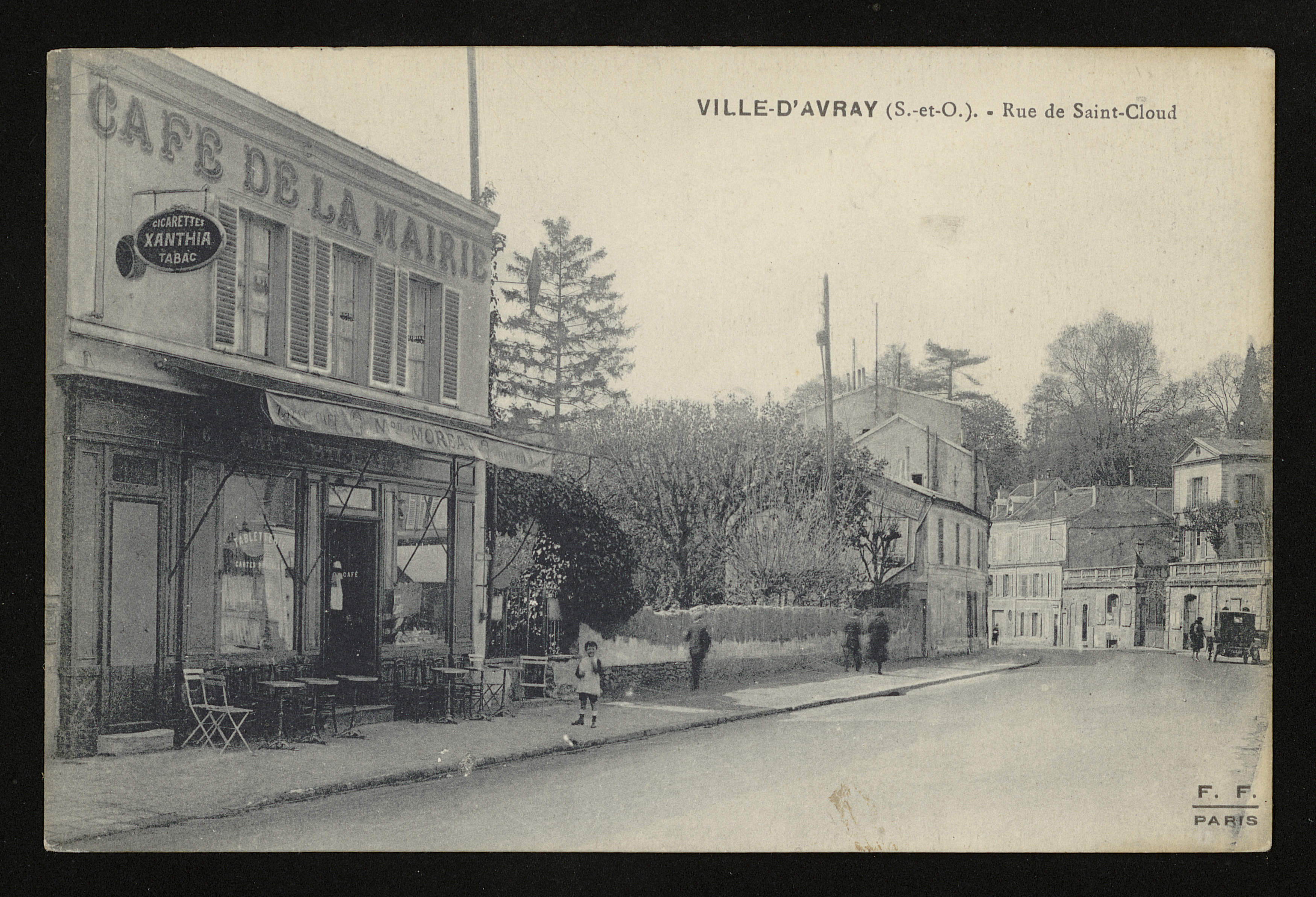
Ville-d'Avray - Rue de Saint-Cloud.

Elle commence son trajet au carrefour Laroche, dans l'axe de la rue de Versailles, et au croisement de la rue de Sèvres et de la rue de Marnes.  Elle marque, sur son côté est, le début de la rue de Balzac, de la rue Corot et de la rue Pradier, et se termine à l'entrée du domaine national de Saint-Cloud.

## Origine du nom

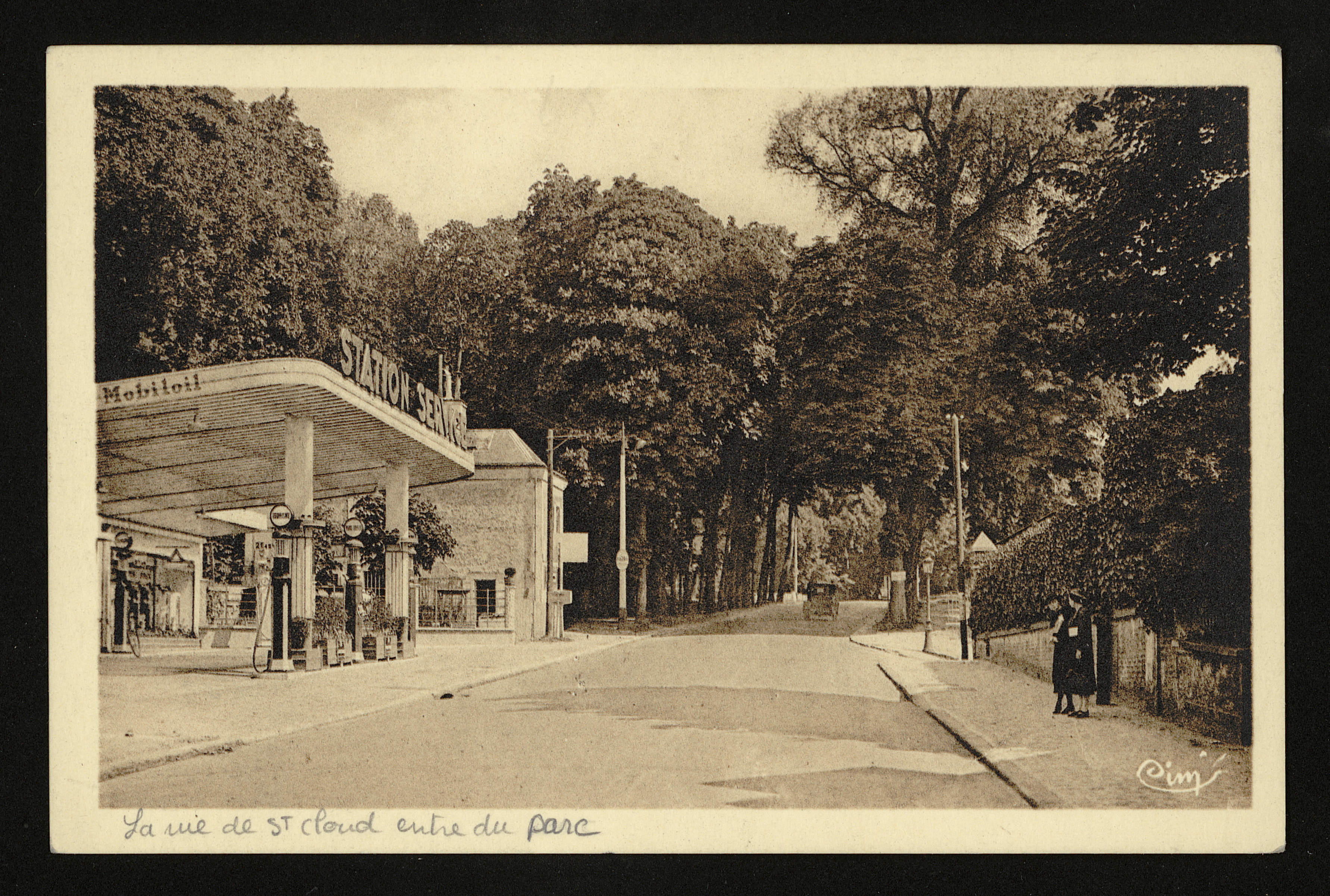
La rue de St-Cloud à l'entrée du parc.

Cette rue, qui fait partie d'un axe menant de Versailles à Paris, tient son nom de la ville de Saint-Cloud vers laquelle elle se dirige.

## Historique

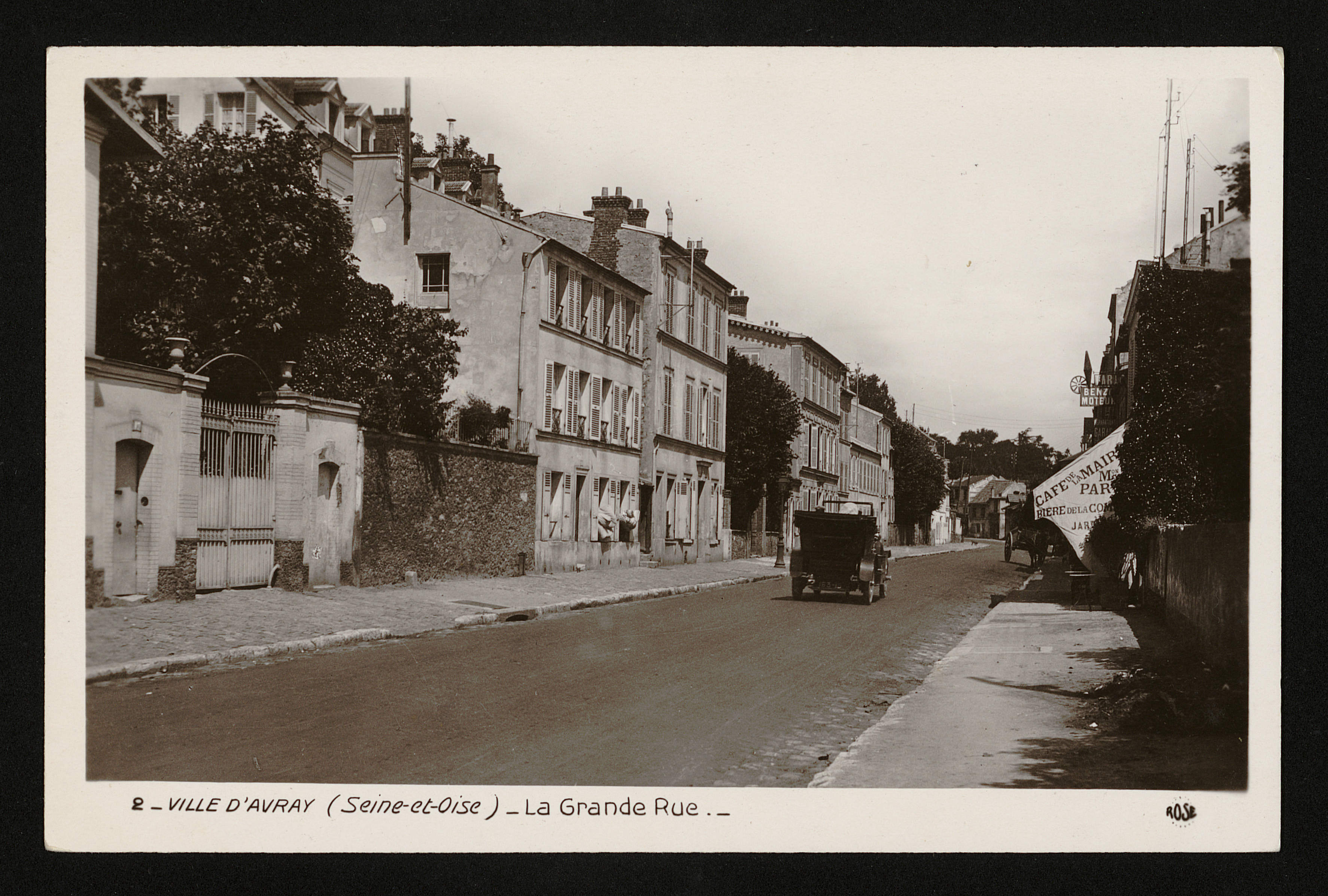
Ville-d'Avray - La Grande Rue.

Cette très ancienne voie commerçante était autrefois la Grande-Rue.
Elle est ainsi mentionnée dans La Comtesse de Charny, tome IV (Les Mémoires d'un médecin), roman d'Alexandre Dumas écrit en 1852, lorsque le médecin apprend que : « Elle [Catherine] demeure à Ville-d Avray, monsieur, dans la grande rue. Je ne saurais trop vous dire le numéro ; mais c'est en face d'une fontaine. »

## Bâtiments remarquables et lieux de mémoire

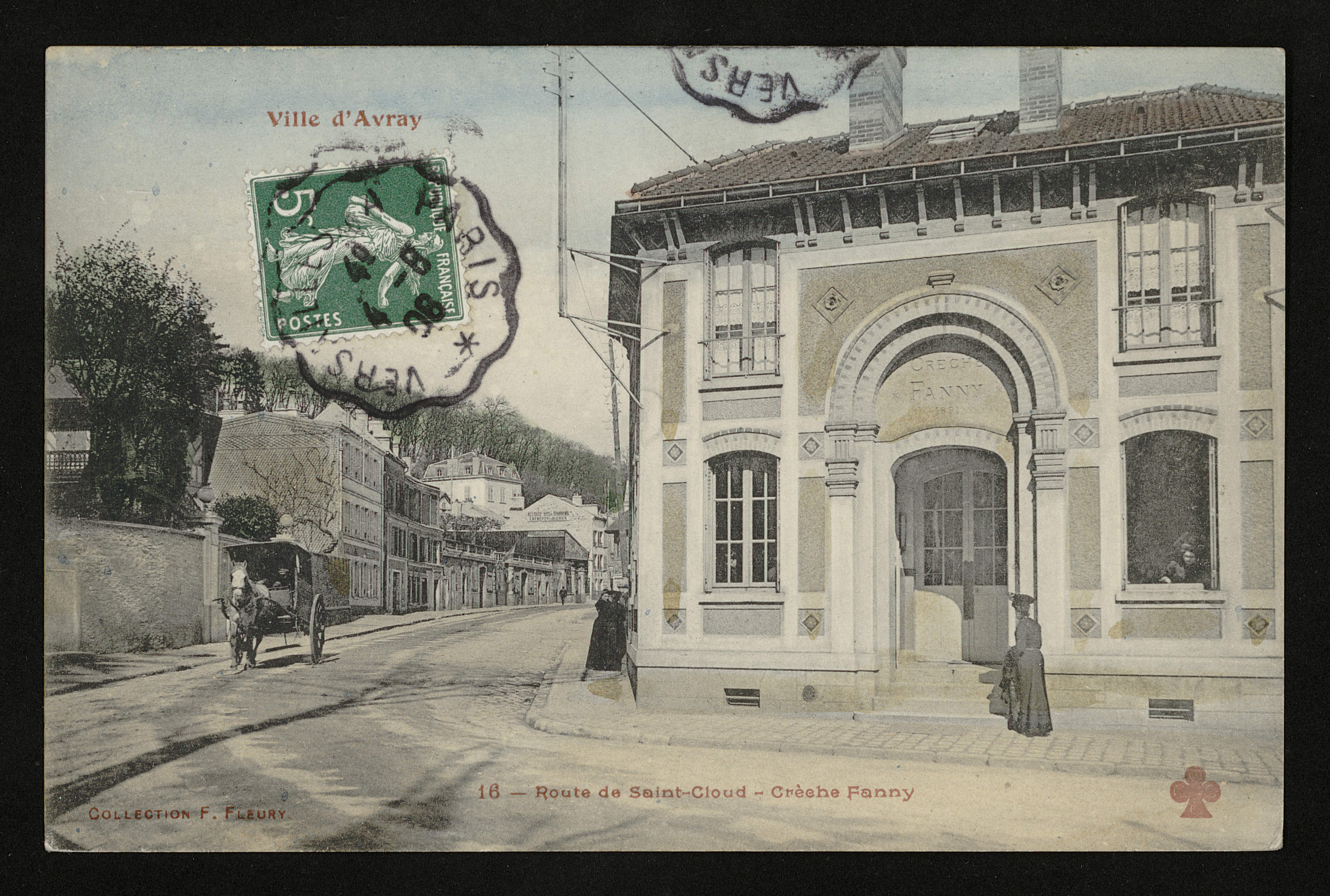
Route de Saint-Cloud, crèche Fanny.

- Fontaine du Roy, construite en 1684 pour canaliser sous la rue les eaux venant de la colnine de la Brosse. Elle fut classée en 1942[2].
- Hôtel de ville de Ville-d'Avray[3], bâtiment dans lequel demeurait, avant son acquisition en 1855 par la ville, le musicien Pierre-Gaspard Roll.
- La famille Vian y était établie.
- Bernard Rapp (1945-2006), journaliste et cinéaste, a vécu au 43 rue de Saint-Cloud.